# Fernando Aiuti
Fernando Aiuti, né le 8 juin 1935 à Urbino et mort à Rome le 9 janvier 2019, est un immunologiste et homme politique italien, fondateur et président honoraire de l'association Anlaids (it).

## Biographie
Né à Urbino en 1935, Fernando Aiuti est diplômé en médecine et chirurgie en 1961 de l'université La Sapienza de Rome. En 1991, lors d'un congrès à la foire de Cagliari (it), où l'on discute de la possibilité que le sida soit transmis oralement, il saisit soudainement Rosaria Iardino, une femme séropositive, et l'embrasse sur la bouche, essayant ainsi de convaincre l'opinion publique que le virus ne pouvait pas être transmis par voie orale. Un journaliste photographie la scène et cette photo fait le tour du monde.
Tête de liste du parti Le Peuple de la liberté en 2008, il est élu conseiller communal (it) de Rome avec le maire Gianni Alemanno, mais n'est pas réélu en 2013.
Le 9 janvier 2019, Fernando Aiuti est décédé tombant dans une cage d'escalier de l'hôpital romain Gemelli. Il était malade depuis longtemps.

## Documentaire
- + o - il sesso confuso. Racconti di mondi nell'era AIDS (it) (2010) d'Andrea Adriatico (it) et Giulio Maria Corbelli[4]